# Жан V де Вандом
Жан V (фр. Jean V de Vendôme; ум. 1315) — граф Вандома (с 1271) и сеньор Кастра (с 1300) из рода Монтуар. Сын Бушара V и Марии де Руа.
Родился ок. 1260 года. После смерти отца унаследовал графство Вандом.
В 1282 году воевал в Апулии на стороне короля Сицилии Карла Анжуйского.
В 1289 году участвовал в войне Хайме Арагонского с сарацинами за остров Майорка.
В 1300 году после смерти Жана де Монфора (брата жены) унаследовал Кастр, в котором и прожил почти всю оставшуюся жизнь, а также графство Скуиллаче в королевстве Неаполь.
Разделил графство Вандом на две части — Верхний и Нижний, сделав столицей последнего Монтуар, дав тем самым толчок развитию этого города.
Был женат на Элеоноре де Монфор (ум. после 1320), дочери Филиппа II де Монфора, сеньора Кастр, и Жанны Де Леви-Мирпуа, отцом которой был Ги I де Леви, сеньор Мирпуа Дети:
- Бушар VI, граф Вандома
- Жан, сеньор де Фёйле
- Пьер, сеньор де Фле (в Нормандии)
- Жанна, жена Генриха IV, сира де Сюлли
- Арнуль.